# Viola villosa
Viola villosa är en violväxtart som beskrevs av Thomas Walter. Viola villosa ingår i släktet violer, och familjen violväxter. Inga underarter finns listade i Catalogue of Life.